# The Test of Sincerity
The Test of Sincerity è un cortometraggio muto del 1915. Il nome del regista non viene riportato nei credit del film che, prodotto dalla Biograph, era interpretato da Charles Perley, Helen Bray, Augusta Anderson, William J. Butler.

## Produzione
Il film fu prodotto dalla Biograph Company.

## Distribuzione
Distribuito dalla General Film Company, il film (un cortometraggio in una bobina) uscì nelle sale cinematografiche statunitensi il 15 aprile 1915. Non si conoscono copie ancora esistenti della pellicola che viene considerata presumibilmente perduta.